# 28. јул
28. јул (28.07.) је 209. дан године по грегоријанском календару (210. у преступној години). До краја године има још 156 дана.

## Догађаји
- 1330 — Српски краљ Стефан Дечански потукао у бици код Велбужда војску бугарског цара Михајла Шишмана. Шишман погинуо у тој бици.
- 1586 — Томас Хериот из Колумбије донео прве кромпире у Енглеску. Крајем XVI века кромпир пренет и у Шпанију. У почетку гајен као украсна биљка, али због пораста становништва, ратова и глади широм Европе ушао и у исхрану.
- 1737 — Аустријанци окупирају Ниш и Османлије им предају кључеве града.
- 1821 — Перу прогласио независност од Шпаније.
- 1858 — Први пут употребљен отисак прстију као знак идентификације. Употребио га Вилијам Хершел у Индији, када је узео отисак од Рађјадара Конаија са полеђине једног уговора.
- 1868 — Ратификован је 14. амандман Устава САД, којим су црнци добили право на држављанство САД.
- 1876 — У бици на Вучјем долу, код Билеће, Црногорци победили турску војску под командом Муктар-паше и нанели јој тешке губитке, око 4.000 мртвих и рањених и 310 заробљених.
- 1914 — Аустроугарска објавила рат Србији, месец дана после атентата на престолонаследника Франца Фердинанда у Сарајеву. Даљи ток догађаја довео до Првог светског рата.
- 1919 — У Амстердаму почео Међународни синдикални конгрес, на којем је основан Интернационални савез синдиката, познатији под називом Амстердамска синдикална интернационала.
- 1937 — Јапанци у Другом кинеско-јапанском рату заузели Пекинг.
- 1940 — Британци у Другом светском рату одбили немачки напад на медитеранско острво Малту.
- 1941 — У одмазди за пожаре у немачким гаражама Немци у Београду у Другом светском рату стрељали више од 120 људи, махом Јевреја, комуниста и њихових симпатизера.
- 1943 — Краљевско ваздухопловство је у операцији Гомора бомбардовало Хамбург, изазвавши ватрену стихију која је усмртила 42.000 немачких цивила.
- 1945 — Амерички бомбардер Б-25 у густој магли ударио у „Емпајер стејт билдинг“ у Њујорку, тада највишу зграду у свету.
- 1976 — У земљотресу у којем је потпуно разорен кинески град Тангшан погинуло најмање 242.000, а повређено 164.000 људи.
- 1984 — Председник САД Роналд Реган отворио Олимпијске игре у Лос Анђелесу, које су бојкотовали СССР и још неке земље тадашњег совјетског блока као реванш за амерички бојкот Олимпијских игара у Москви 1980.
- 1999 — Европски суд за људска права прогласио француску државу кривом за тортуру над затвореником осумњиченим за растурање дроге. То је била прва пресуда овог суда једној европској земљи.
- 2000 — Мировне трупе Уједињених нација ушле у делове граничног подручја између Либана и Израела. Израел 24. маја, после 22 године, повукао трупе из окупационе зоне од 15 km.
- 2001 — Алехандро Толедо преузео дужност председника Перуа, као први председник индијанског порекла у историји те земље.

## Рођења
- 1804 — Лудвиг Фојербах, немачки филозоф и антрополог. (прем. 1872)
- 1857 — Ђорђе Магарашевић, српски професор, филолог и књижевни историчар. (прем. 1931)[1]
- 1866 — Беатрикс Потер, енглеска књижевница, илустраторка, научница, најпознатија као ауторка дечјих књига са животињама. (прем. 1943)[2]
- 1874 — Ернст Касирер, немачки филозоф. (прем. 1945)
- 1887 — Марсел Дишан, француско-амерички сликар, вајар, шахиста и писац. (прем. 1968)
- 1888 — Владимир Дворниковић, југословенски филозоф и етнопсихолог. (прем. 1956)
- 1899 — Велибор Глигорић, књижевни и позоришни критичар, професор. (прем. 1977)[3]
- 1902 — Карл Попер, аустријско-британски филозоф. (прем. 1994)
- 1904 — Павел Черенков, совјетски физичар, добитник Нобелове награде за физику (1958). (прем. 1990)
- 1910 — Душан Анђелковић, српски и југословенски књижевник. (прем. 1997)[4]
- 1915 — Чарлс Хард Таунс, амерички физичар, добитник Нобелове награде за физику (1964). (прем. 2013)
- 1924 — Александар Ђорђевић, српски редитељ. (прем. 2005)
- 1926 — Власта Велисављевић, српски глумац. (прем. 2021)
- 1927 — Џон Ешбери, амерички песник и критичар уметности. (прем. 2017)
- 1929 — Џеклин Кенеди Оназис, супруга Џона Кенедија, 35. председника САД. (прем. 1994)
- 1938 — Луис Арагонес, шпански фудбалер и фудбалски тренер. (прем. 2014)
- 1938 — Арсен Дедић, хрватски композитор и музичар. (прем. 2015)[5]
- 1943 — Ричард Рајт, енглески музичар, најпознатији као суоснивач, клавијатуриста и певач групе Pink Floyd. (прем. 2008)
- 1946 — Славко Ментус, српски физико-хемичар, редовни професор у пензији и бивши декан Факултета за физичку хемију Универзитета у Београду и редовни члан САНУ.[6]
- 1954 — Уго Чавез, венецуелански политичар и официр, председник Венецуеле (1999—2013). (прем. 2013)[7]
- 1957 — Милан Ст. Протић, српски историчар, политичар и дипломата.
- 1960 — Љубивоје Тадић, српски глумац, редитељ и драматург.
- 1966 — Мигел Анхел Надал, шпански фудбалер.
- 1974 — Алексис Ципрас, грчки политичар, премијер Грчке (2015—2019).
- 1975 — Џералд Браун, амерички кошаркаш.
- 1977 — Емануел Ђинобили, аргентински кошаркаш.
- 1979 — Огњен Ашкрабић, српски кошаркаш.
- 1980 — Вања Плиснић, српски кошаркаш.
- 1981 — Мајкл Карик, енглески фудбалер и фудбалски тренер.
- 1983 — Владимир Стојковић, српски фудбалски голман.
- 1984 — Џон Дејвид Вошингтон, амерички глумац.
- 1986 — Семих Ерден, турски кошаркаш.
- 1987 — Немања Петрић, српски одбојкаш.
- 1987 — Софија Рајовић, српска глумица, ТВ водитељка и модел.
- 1987 — Педро Родригез, шпански фудбалер.
- 1988 — Анка Гаћеша Костић, српска глумица и кореографкиња.
- 1993 — Хари Кејн, енглески фудбалер.
- 1993 — Шер Лојд, енглеска музичарка и модел.
- 1998 — Франк Ниликина, француски кошаркаш.

## Смрти
- 450 — Теодосије II, источноримски (византијски) цар. (рођ. 401)
- 1655 — Сирано де Бержерак, француски писац. (рођ. 1619)
- 1741 — Антонио Вивалди, италијански композитор и виртуоз на виолини. (рођ. 1678)
- 1750 — Јохан Себастијан Бах, немачки композитор. (рођ. 1685)[8]
- 1794 — Максимилијан Робеспјер, један од главних вођа Француске револуције. (рођ. 1758)
- 1897 — Јанко Керсник, словеначки писац и политичар. (рођ. 1852)[9]
- 1942 — Вилијам Питри, британски археолог. (рођ. 1853)
- 1968 — Ото Хан, немачки хемичар и нуклеарни физичар. Добитник Нобелове награде за хемију 1879.
- 1972 — Северин Бијелић је био српски и југословенски глумац. (рођ. 1921)
- 1980 — Милан Ајваз, српски глумац (рођ. 1897)
- 1992 — Академик Јован Рашковић, политичар, оснивач СДС-а у Хрватској. (рођ. 1929)
- 1996 — Иван В. Лалић је био српски песник, есејиста и преводилац. (рођ. 1931)[10]
- 2003 — Боб Хоуп, амерички комичар. (рођ. 1903)
- 2004 — Франсис Крик, енглески биолог. (рођ. 1916)
- 2007 — Душан Прелевић Преле, српски музичар писац и сценариста. (рођ. 1948)
- 2016 — Владица Ковачевић, југословенски и српски фудбалер и тренер. (рођ. 1940)
- 2018 — Драгослав Огњановић, српски адвокат (рођ. 1961)